# Rafael Novoa
Rafael Ernesto Novoa Vargas (Bogotá, Colômbia, 31 de outubro de 1971) é um ator colombiano. 

## Biografia
Reconhecido nacional e internacionalmente, com a estrela de novelas como Cosita Rica e Se Busca un Príncipe Azul, mas seu primeiro trabalho foi um antagonista no romance Flor de Oro, seu mais recente trabalho como ator protagonista foi na novela Pura Sangre do Canal RCN. Na rede mexicana Televisa, Rafael atuou na telenovela Mañana es para siempre de 2009, atuando como Miguel Lascuráin, o par romântico da atriz Dominika Paleta no final da trama.

## Filmografia
| Ano       | Telenovela                | Personagem                           |
| --------- | ------------------------- | ------------------------------------ |
| 2016      | Rafael Novoa Sin Filtro   | Ele mesmo                            |
| 2016      | Sala de urgencias 2       | Diego Romero / Coronel Hernán Martín |
| 2015      | Sala de urgencias         | Diego Romero                         |
| 2013-4    | Alias el Mexicano         | Coronel Jaime Ramírez Gómez          |
| 2012      | El Talismán               | Pedro                                |
| 2010      | A corazón abierto         | Andrés Guerra                        |
| 2009      | Mañana es para siempre    | Miguel Lascuraín                     |
| 2008      | Poker                     | Enrique                              |
| 2008      | Las trampas del amor      | Lorenzo Negret                       |
| 2007      | Pura sangre               | Eduardo Montenegro / Marco Vieira    |
| 2005      | Se busca príncipe azul    | Ricardo Izaguirre                    |
| 2005      | Todos quieren con Marilyn | Rafael Restrepo                      |
| 2003-2004 | Cosita rica               | Diego Lujan                          |
| 2002-2003 | Sofía dame tiempo         | Santiago Rodríguez                   |
| 2002      | María Madrugada           | Camilo Echeverry                     |
| 2000-2001 | Traga Maluca              | Pedro Conde                          |
| 1999      | Divorciada                | Guillermo                            |
| 1998-1999 | Carolina Barrantes        | Joaquín                              |
| 1997      | Las Juanas                | Rubén Calixto Salguero               |
| 1996      | Guarija                   | Felipe Uribe                         |
| 1996      | Candela                   |                                      |
| 1995      | Flor de Oro               | Antonio Erazo                        |